# آرتور شالپوک
آرتور شالپوک (انگلیسی: Artur Szalpuk؛ زادهٔ ۲۰ مارس ۱۹۹۵) بازیکن والیبال اهل لهستان و عضو تیم ملی والیبال لهستان است.
از باشگاه‌هایی که در آن بازی کرده‌است می‌توان به چارنی رادوم اشاره کرد.